# Lawrence Welk

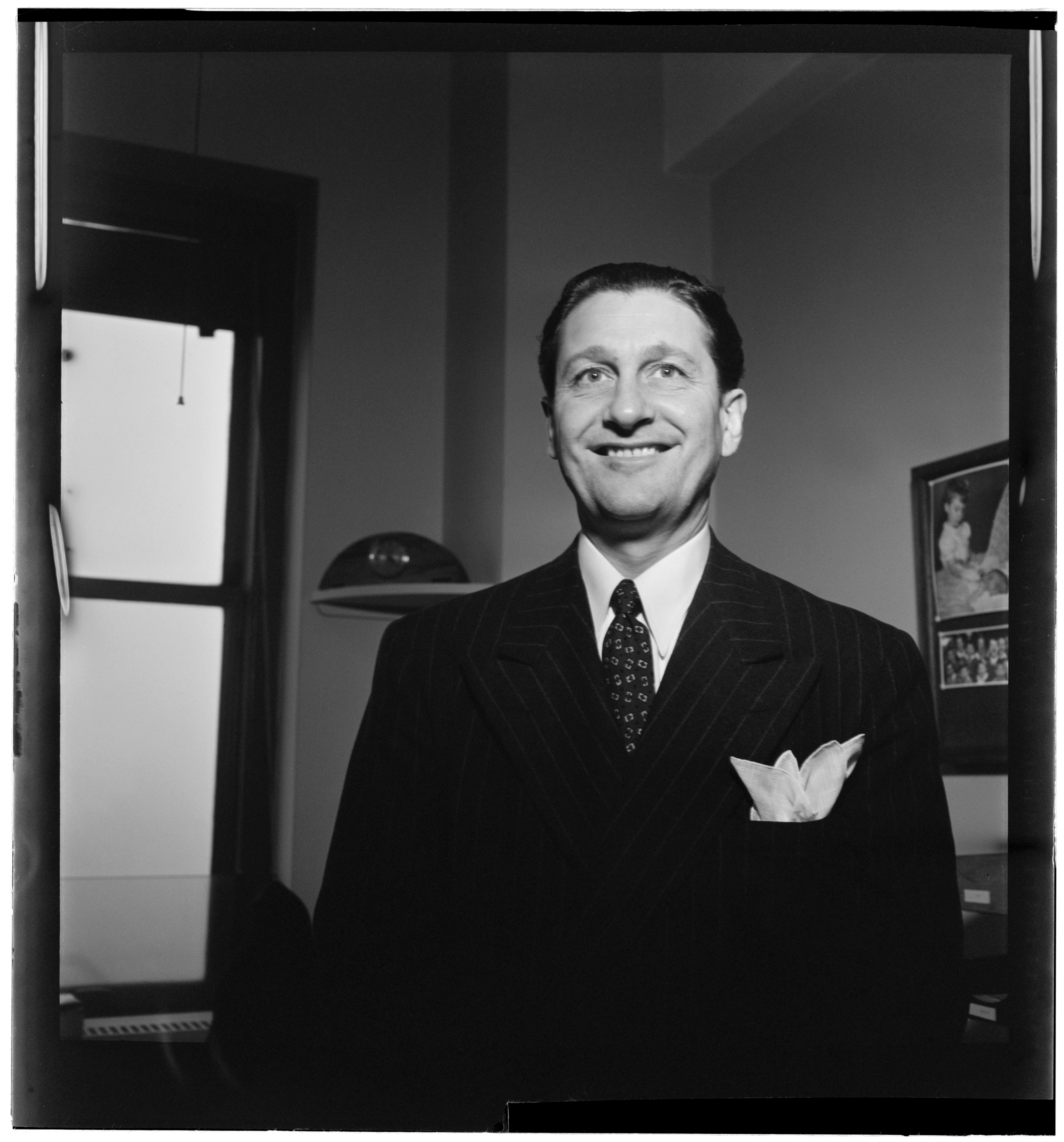
Lawrence Welk im New Yorker Büro des Down Beat (um 1947). Fotografie von William P. Gottlieb

Lawrence Welk (* 11. März 1903 in Strasburg, North Dakota; † 17. Mai 1992 in Santa Monica) war ein US-amerikanischer Big-Band-Leader, der in den USA durch seine TV-Show bekannt war.

## Leben
Welk wurde als Sohn eines russlanddeutschen Farmers mit elsässischen Wurzeln in North Dakota geboren. Im Jahr 1892 war die Familie aus Odessa in die Vereinigten Staaten emigriert. Zu Hause wurde Deutsch gesprochen; Englisch lernte er erst mit 21 Jahren, als er die Farm verließ, um in Tanzbands zu spielen. Welk erklärte später, dass er niemals fehlerfrei Englisch gelernt habe; er hat z. B. einmal eine Sängerin dazu eingeladen, „at the microscope“ zu singen. Seinen starken deutschen Akzent verlor er nie. Kurz nach seinem Weggang von der Farm hatte er seine eigene Band, die im Bereich North und South Dakota spielte. Nebenbei belegte er Musikunterricht an der McPhail School of Music in Minneapolis. Sie spielten „Sweet Music“ und Tanzmusik (in den frühen 1920er-Jahren auch gelegentlich mehr Dixieland-Jazz orientierte Musik); 1925 entstanden auch erste Radioübertragungen ihrer Auftritte. Der Ausdruck „Champagne Music“ blieb nach einem Auftritt in Pittsburgh an seiner Band haften (in seinen späteren Shows durch Seifenblasen visualisiert). 

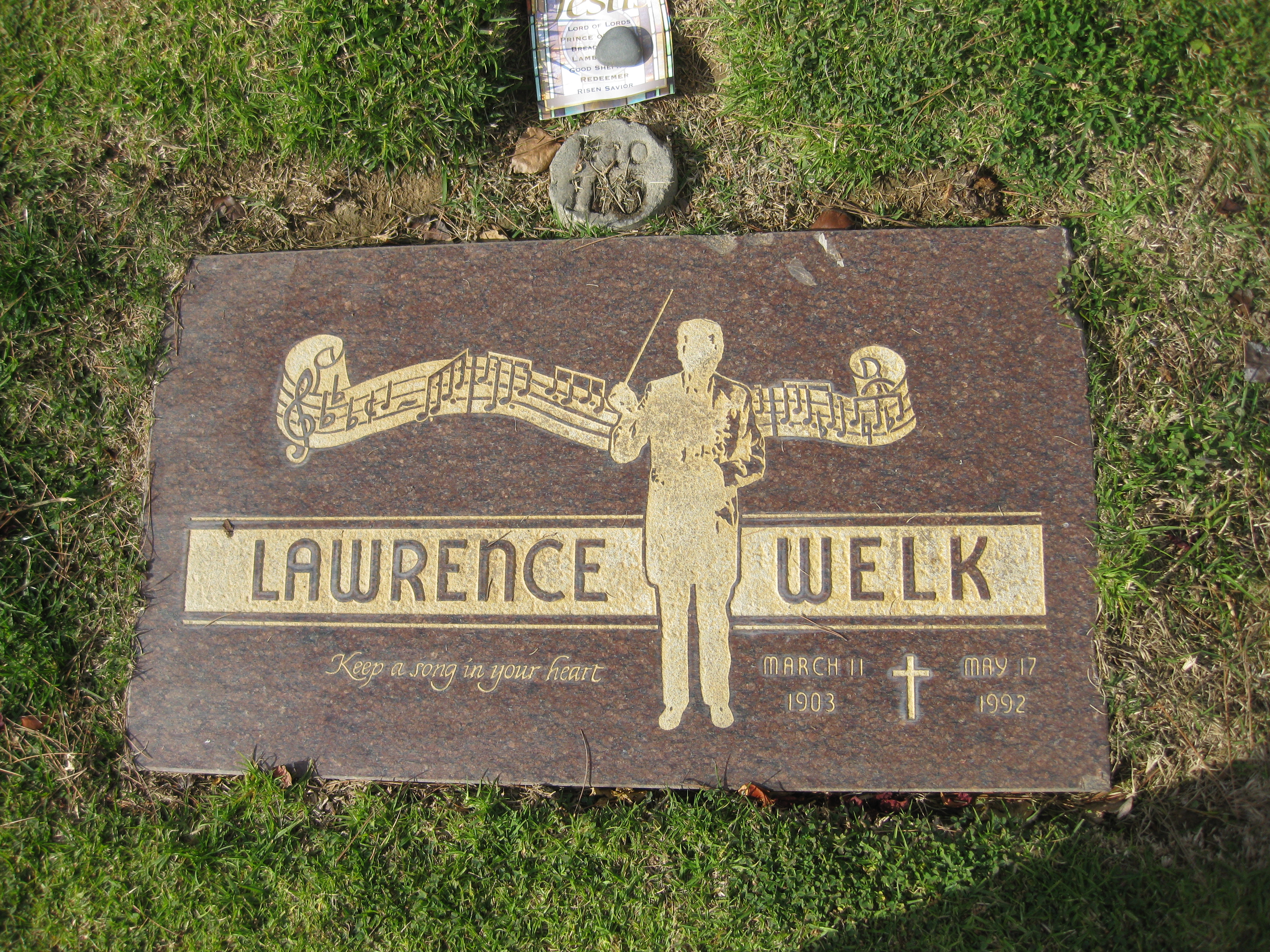
Welks Grab auf dem Holy Cross Cemetery

In den 1940er-Jahren spielten sie regelmäßig sehr erfolgreich im Aragon Ballroom in Chicago sowie regelmäßig im Roosevelt Hotel in New York City. Die Band hatte auch eine eigene Radioshow und produzierte häufig „Soundies“, eine Art Vorläufer von Musikvideos, bevor sich Welk – nach einer erfolgreichen Tournee an der Westküste 1945 – mit seiner Band in Los Angeles niederließ, wo er ab 1951 vom Aragon Ballroom in Venice Beach die „Lawrence Welk“ Show über KTLA-Radio produzierte. 1956 bis 1971 hatte er eine eigene Show im Fernsehen bei ABC. Seine Show lief aber auf vielen Sendern bis 1982 weiter. Seinen größten Erfolg erreichte er 1961 mit dem Instrumental Calcutta, einer Neubearbeitung der vom deutschen Songwriter Heino Gaze komponierten Tivoli-Melodie. Lawrences Calcutta brachte es 1961 bis auf Platz 1 der Pop-Charts. Mit dem Album Calcutta stieg er ebenfalls bis an die Spitze der Hitparade. Insgesamt hatte Lawrence Welk zwischen 1956 und 1973 42 Alben in den Charts, davon 10 unter den Top 10, und mehrere Single-Hits.
Da er ein guter Geschäftsmann war (Musikverlage, Immobilien), galt Welk nach Bob Hope als wohlhabendster Entertainer in Hollywood.

## Diskografie

### Alben
| Jahr | Titel                                                                | Höchstplatzierung, Gesamtwochen, AuszeichnungChartsChartplatzierungen (Jahr, Titel, Platzierungen, Wochen, Auszeichnungen, Anmerkungen) | Anmerkungen |
| Jahr | Titel                                                                | US | Anmerkungen |
| ---- | -------------------------------------------------------------------- | --- | ----------- |
| 1956 | Sparkling Strings                                                    | US5 (16 Wo.)US |             |
| 1956 | TV Favorites                                                         | US13 (2 Wo.)US |             |
| 1956 | Shamrocks and Champagne                                              | US18 (2 Wo.)US |             |
| 1956 | Bubbles In The Wine                                                  | US6 (17 Wo.)US |             |
| 1956 | Say It With Music                                                    | US10 (30 Wo.)US |             |
| 1956 | Merry Christmas                                                      | US8 (3 Wo.)US |             |
| 1957 | Lawrence Welk Plays Dixieland                                        | US19 (2 Wo.)US |             |
| 1957 | Jingle Bells                                                         | US18 (3 Wo.)US |             |
| 1958 | Lawrence Welk Presents Dick Kessner                                  | US22 (2 Wo.)US |             |
| 1960 | Last Date                                                            | US4 (28 Wo.)US |             |
| 1961 | Calcutta Album                                                       | US1 Gold · (64 Wo.)US |             |
| 1961 | Yellow Bird                                                          | US2 (48 Wo.)US |             |
| 1961 | Moon River                                                           | US4 (45 Wo.)US |             |
| 1961 | Silent Night & 13 Other Best Loved Christmas Carols                  | US100 (4 Wo.)US |             |
| 1962 | Young World                                                          | US6 (20 Wo.)US |             |
| 1962 | Lawrence Welk’s Baby Elephant Walk and Theme From The Brothers Grimm | US7 (15 Wo.)US |             |
| 1963 | Waltz Time                                                           | US34 (17 Wo.)US |             |
| 1963 | 1963’s Early Hits                                                    | US96 (9 Wo.)US |             |
| 1963 | Scarlett O’Hara                                                      | US33 (28 Wo.)US |             |
| 1963 | Wonderful! Wonderful!                                                | US29 (26 Wo.)US |             |
| 1963 | Early Hits of 1964                                                   | US20 (38 Wo.)US |             |
| 1964 | A Tribute To The All-Time Greats                                     | US127 (5 Wo.)US |             |
| 1964 | The Lawrence Welk Television Show 10th Anniversary                   | US73 (16 Wo.)US |             |
| 1965 | The Golden Millions                                                  | US115 (6 Wo.)US |             |
| 1965 | My First of 1965                                                     | US108 (12 Wo.)US |             |
| 1965 | Apples and Bananas                                                   | US57 (12 Wo.)US |             |
| 1966 | Today’s Great Hits                                                   | US93 (6 Wo.)US |             |
| 1966 | Champagne On Broadway                                                | US106 (5 Wo.)US |             |
| 1966 | Winchester Cathedral                                                 | US12 Gold · (41 Wo.)US |             |
| 1967 | Lawrence Welk’s "Hits Of Our Time"                                   | US72 (18 Wo.)US |             |
| 1967 | Golden Hits/The Best Of Lawrence Welk                                | US130 (12 Wo.)US |             |
| 1968 | Love Is Blue                                                         | US130 (12 Wo.)US |             |
| 1969 | Memories                                                             | US173 (8 Wo.)US |             |
| 1969 | Galveston                                                            | US55 (20 Wo.)US |             |
| 1969 | Lawrence Welk Plays I Love You Truly and Other Songs of Love         | US176 (4 Wo.)US |             |
| 1969 | Jean                                                                 | US145 (7 Wo.)US |             |
| 1970 | Candida                                                              | US133 (17 Wo.)US |             |
| 1972 | Reminiscing                                                          | US149 (10 Wo.)US |             |

### Singles
| Jahr | Titel Album                                                                             | Höchstplatzierung, Gesamtwochen/‑monate, AuszeichnungChartplatzierungen (Jahr, Titel, Album, Platzierungen, Wochen/Monate, Auszeichnungen, Anmerkungen) | Höchstplatzierung, Gesamtwochen/‑monate, AuszeichnungChartplatzierungen (Jahr, Titel, Album, Platzierungen, Wochen/Monate, Auszeichnungen, Anmerkungen) | Anmerkungen             |
| Jahr | Titel Album                                                                             | DE | US | Anmerkungen             |
| ---- | --------------------------------------------------------------------------------------- | --- | --- | ----------------------- |
| 1944 | s My Baby Blue Tonight –                                                                | — | US13 (3 Wo.)US |                         |
| 1944 | Don’t Sweetheart Me –                                                                   | — | US8 (2 Wo.)US |                         |
| 1953 | Oh, Happy Day –                                                                         | — | US11 (15 Wo.)US |                         |
| 1956 | Moritat (A Theme From The Threepenny Opera) Bubbles In The Wine                         | — | US31 (11 Wo.)US |                         |
| 1956 | The Poor People of Paris Bubbles In The Wine                                            | — | US45 (13 Wo.)US |                         |
| 1956 | Rock and Roll Waltz –                                                                   | DE29 (1 Mt.)DE | — | mit Alice Lon           |
| 1956 | On The Street Where You Live Champagne On Broadway                                      | — | US96 (1 Wo.)US |                         |
| 1956 | Weary Blues –                                                                           | — | US32 (8 Wo.)US | B-Seite: In The Alps    |
| 1956 | In The Alps –                                                                           | — | US63 (5 Wo.)US | B-Seite von Weary Blues |
| 1956 | When The White Lilacs Bloom Again –                                                     | — | US70 (10 Wo.)US |                         |
| 1957 | Liechtenstein Polka –                                                                   | — | US62 (6 Wo.)US |                         |
| 1960 | Last Date –                                                                             | — | US21 (11 Wo.)US |                         |
| 1960 | Calcutta Calcutta Album                                                                 | — | US1 Gold · (17 Wo.)US |                         |
| 1961 | (Theme from) My Three Sons –                                                            | — | US55 (7 Wo.)US |                         |
| 1961 | Yellow Bird                                                                             | DE47 (2 Mt.)DE | US71 (5 Wo.)US |                         |
| 1961 | Riders In The Sky –                                                                     | — | US87 (3 Wo.)US |                         |
| 1962 | Runaway Yellow Bird                                                                     | — | US56 (6 Wo.)US |                         |
| 1962 | Baby Elephant Walk Lawrence Welk’s Baby Elephant Walk and Theme From The Brothers Grimm | — | US48 (16 Wo.)US |                         |
| 1962 | Zero-Zero –                                                                             | — | US98 (1 Wo.)US |                         |
| 1963 | Breakwater Scarlett O’Hara                                                              | — | US100 (1 Wo.)US |                         |
| 1963 | Scarlett O’Hara                                                                         | — | US89 (2 Wo.)US |                         |
| 1964 | Stockholm Early Hits of 1964                                                            | — | US91 (2 Wo.)US |                         |
| 1965 | Apples and Bananas                                                                      | — | US75 (4 Wo.)US |                         |

grau schraffiert: keine Chartdaten aus diesem Jahr verfügbar